# Nicola Sartori
Nicola Sartori (Cremona, 17 de julio de 1976) es un deportista italiano que compitió en remo.
Participó en los Juegos Olímpicos de Sídney 2000, obteniendo una medalla de bronce en la prueba de doble scull. Ganó una medalla de bronce en el Campeonato Mundial de Remo de 2001, en el cuatro scull.

## Palmarés internacional
| Juegos Olímpicos   | Juegos Olímpicos   | Juegos Olímpicos  | Juegos Olímpicos |
| Año                | Lugar              | Medalla           | Prueba           |
| ------------------ | ------------------ | ----------------- | ---------------- |
| 2000               | Sídney (Australia) | Medalla de bronce | Doble scull      |
| Campeonato Mundial |                    |                   |                  |
| Año                | Lugar              | Medalla           | Prueba           |
| 2001               | Lucerna (Suiza)    | Medalla de bronce | Cuatro scull     |